# Lamerica
Lamerica è un film del 1994 diretto da Gianni Amelio.
I protagonisti della storia sono Carmelo Di Mazzarelli nel ruolo di Spiro ed Enrico Lo Verso nel ruolo di Gino. Tutto avviene nell'Albania degli anni novanta, dopo la fine del regime di Enver Hoxha e il crollo finanziario dovuto al passaggio al capitalismo.

## Trama
L'affarista Fiore e il giovane assistente Luigi arrivano in Albania con il loro pick-up. Fiore è ideatore di una truffa, ovvero simulare un'iniziativa economica sfruttando le leggi italiane sull'imprenditoria all'estero, allo scopo di intascare ingenti contributi statali. Fiore è il capo della delegazione, e nel vedere la catastrofe umanitaria in cui versa il paese critica aspramente la politica che lo ha ridotto così, mentre il funzionario albanese che li accompagna cerca di giustificare lo stato miserevole in cui la sua terra versa.
Alla fine del viaggio d'andata, i due sono presentati ad una donna che dovrebbe fare da prestanome per la proprietà della fabbrica. Ma Fiore scopre che questa donna, che specificatamente era stata richiesta come "priva di parenti", è in realtà vicina al funzionario. Allora Fiore perde la pazienza e chiede di avere un albanese senza parenti che possano in qualche modo beneficiare della sua nomina. Chiede di poter visitare un ospizio, e qui trova un uomo adatto al ruolo di prestanome della società. Così lo tirano fuori dall'ospizio e lo portano con loro.
Le vicende si complicano quando l'anziano "presidente" fugge dalla struttura delle Suore di Madre Teresa dove era stato portato, costringendo Luigi ad inseguirlo. Il vecchio, giunto in una cittadina col treno, viene aggredito dai ragazzini di strada, che gli rubano anche le scarpe e quasi lo soffocano. Alla fine Luigi lo ritrova in un ospedale, dove è ricoverato, e, nonostante sia a malapena in grado di camminare, lo porta via. Ma è sorto un terribile dubbio: la dottoressa ha detto che il vecchio non è albanese, ma italiano, perché parlava in italiano e aveva detto di chiamarsi Talarico Michele. Luigi ribadisce che lui ha documenti albanesi, ma la dottoressa racconta all'ignaro Luigi che dopo la seconda guerra mondiale gli italiani rimasti in Albania vennero perseguitati e fucilati, così molti cambiarono identità.
Viene fuori un poco per volta quello che l'uomo ha nascosto per decenni: si chiama Michele, ed è un siciliano, che fu mandato decenni prima a combattere in Albania, partendo lo stesso giorno in cui nacque suo figlio. Michele è convinto che il suo bambino adesso abbia 4 anni, che esista ancora una famiglia che lo aspetta a casa, e che lui stesso abbia ancora vent'anni. Pensa addirittura di essere in Abruzzo. Luigi lo tratta malamente, seccato dai suoi vaneggiamenti.
Il recupero è appena riuscito, quando le vicende si complicano ulteriormente: mentre l'azienda calzaturiera viene scoperta dalle autorità antifrode albanesi, Luigi si ferma per cercare cibo e un bagno, dice ad un poliziotto di tenere lontano i ragazzini che sciamano ovunque, ma quando torna trova il suo veicolo senza più le ruote. A quel punto l'italiano è bloccato, e comincia ad inveire verso la folla, muta. Il vecchio, nel frattempo, sale su un autobus, e Luigi lo segue. L'autobus viene fermato su di un ponte da un posto di blocco della polizia. Luigi si fa largo con il vecchio, facendosi riconoscere come italiano. Poi salgono su di un camion diretto a Tirana. Lì Luigi viene bersagliato dalle domande dei ragazzi che si stanno dirigendo a loro volta nella capitale per imbarcarsi e scappare in Italia. Uno di loro si sente male e muore nell'indifferenza degli altri, troppo presi dal viaggio per andare in Italia a crearsi una nuova vita.
Alla fine i due arrivano nella capitale e lì, in un locale telefonico, Luigi scopre che la truffa è stata scoperta: il vecchio non è più presidente e lui stesso non ha più un lavoro. Luigi, progressivamente più colpito dall'altruismo e dall'ingenuità di Michele, inizia ad assecondarlo. Cerca di sistemarlo in un ristorante, dando soldi all'esercente, poi torna in albergo, ma trova la polizia ad aspettarlo: senza saperne il motivo, viene rinchiuso in una buia e sudicia cella con altri uomini.
Interrogato, gli viene spiegato che l'arresto è avvenuto a seguito della scoperta della truffa, ma anche che la polizia è in realtà interessata a mandare in prigione il funzionario corrotto. Gli viene suggerito di lasciare l'Albania, ma non gli è restituito il passaporto, perché ufficialmente Luigi dovrebbe restare nel Paese fino al processo. Così Luigi arriva ad una soluzione estrema: prende una nave strapiena assieme agli emigranti, e lì trova anche Michele, che è convinto di far rotta verso l'America. Luigi rinuncia ad ogni ragionamento: resta lì, tra centinaia di albanesi che viaggiano alla volta della terra promessa, l'Italia.

## Produzione

### Cast
Questo film segna l'esordio cinematografico di Carmelo Di Mazzarelli; venne infatti scoperto per le vie di Marina di Ragusa da Gianni Amelio, che immediatamente gli propose di interpretare il ruolo di Spiro nel film.
La maggior parte delle comparse è rappresentata da immigrati albanesi.

## Riconoscimenti
- 1995 - David di Donatello
  - Migliore fotografia a Luca Bigazzi
  - Migliore colonna sonora a Franco Piersanti
  - Miglior sonoro a Alessandro Zanon
  - Candidatura a Migliore regia a Gianni Amelio
  - Candidatura a Migliore montaggio a Simona Paggi
- 1995 - Nastro d'argento
  - Regista del miglior film a Gianni Amelio
  - Miglior produttore a Mario Cecchi Gori e Vittorio Cecchi Gori
  - Migliore fotografia a Luca Bigazzi
  - Candidatura a Migliore sceneggiatura a Gianni Amelio, Andrea Porporati e Alessandro Sermoneta
  - Candidatura a Migliore attore protagonista a Enrico Lo Verso
  - Candidatura a Migliore colonna sonora a Franco Piersanti
- 1995 - Ciak d'oro
  - Migliore regia a Gianni Amelio[1]
  - Migliore fotografia a Luca Bigazzi[1]
  - Miglior sonoro in presa diretta a Alessandro Zanon[1]
- 1995 - New York Film Critics Circle Awards
  - 2º posto Miglior film in lingua straniera (Italia)
- 1994 - Mostra internazionale d'arte cinematografica di Venezia
  - Osella d'oro per la migliore regia a Gianni Amelio
  - Premio OCIC a Gianni Amelio
  - Premio CICAE a Gianni Amelio
  - Premio Pasinetti - Miglior film a Gianni Amelio
  - Candidatura a Leone d'oro a Gianni Amelio
- 1994 - European Film Awards
  - Miglior film a Mario Cecchi Gori e Vittorio Cecchi Gori
- 1996 - Premio Goya
  - Miglior film europeo a Gianni Amelio